# Лазорко Йосафат Васильович
Лазорко Йосафат Васильович (27 грудня 1930, с. Бабинці, нині Чортківського району Тернопільської області) — діяч ОУН і УПА.

## Життєпис
Навчався в Гермаківській середній школі, звідки виключили за зв'язки з націоналістичним підпіллям.
Під час німецько-радянської війни — у молодіжній організації «Орли». Від 1945 — розвідник і зв'язковий районового провідника ОУН «Нечая» — М. Лукія. Член ОУН (1948).
Від 1950 — у підпіллі: в групі «Нечая», влітку 1951 — на східних теренах України.
5 лютого 1952 року був заарештований у с. Пашківці Ружичнянського району на конспіративній квартирі. Засуджений на 25 років таборів. До 1956 відбував покарання у місті Норильськ (нині РФ), працював на вугільних шахтах в Іркутській і Кемеровській областях (нині РФ), тут закінчив школу робітничої молоді (1961). 1957 звільнений.
Від 1961 — в Україні. Студіював іноземні мови в Чернівецькому та Львівському університетах (закінчив 1967, нині національні університети).
1964—1981 — вчителював у селі Бабинці Борщівського району, 1981—1991 — у селах Тилявка і Бриків (обидва — Шумського району).
Голова районної «Просвіти» (від 1993; почесний член товариства), від 1996 — у районній організації Спілки політв'язнів і репресованих. Член КУН і Братства вояків ОУН і УПА «Лисоня».

## Творчість
Автор книг спогадів про участь у підпільній боротьбі ОУН на Борщівщині й Шумщині та у Східній Україні (1996) і книжки «Ви жертвою впали» (2003, обидві — Тернопіль).